# Rhadinacris schistocercoides
Rhadinacris schistocercoides är en insektsart som först beskrevs av Brancsik 1893.  Rhadinacris schistocercoides ingår i släktet Rhadinacris och familjen gräshoppor. Inga underarter finns listade i Catalogue of Life.